# Tanystylum brevipes
Tanystylum brevipes är en havsspindelart som beskrevs av Hoek, P.P.C. 1881. Tanystylum brevipes ingår i släktet Tanystylum och familjen Ammotheidae. Inga underarter finns listade i Catalogue of Life.